# Chronologie des faits économiques et sociaux dans les années 1900
Chronologie de l'économie
Années 1890 - Années 1900 - Années 1910

## Événements

### Afrique
- 1900-1903 : famine « Ize-Neere » (vente des enfants) au Sahel[1].
- 1900-1913 : phase de croissance économique en Afrique de l’Ouest. En AOF, la contribution de la métropole est de 36 % des investissements réalisés de 1905 à 1913, 0 % de ceux réalisés de 1914 à 1930 et de 16 % dans les années 1930. Le reste est fourni par les ressources propres (impôts directs, taxes douanières, travail peu rémunéré des Africains qui permet la construction des infrastructures).
- 1900 : 
  - l’EIC produit 330 491 kg d’ivoire (5 824 kg en 1888).
  - 221 écoles franco-arabes en Algérie[2].
- 1901 : mise en place de la hut tax au Kenya[3].
- 1902 : 
  - les autorités allemandes décident d’introduire la culture du coton obligatoire dans le sud-est du Tanganyika (vallée du Rufiji)[4].
  - Crown Lands Ordinance. Création des « terres de la Couronne britannique » : la couronne devient propriétaire des « terres vacantes » dans les colonies où il n’existe aucun gouvernement indigène et peut les vendre ou les louer[5]. A parti de 1905, la taille des réserves indigènes se réduit au Kenya ainsi que de la part des terres cultivables par les africains.
  - création à Nairobi d’un comité d’Encouragement à la Colonisation, puis en 1903 d’une Association des Planteurs et Agriculteurs à l’initiative de Lord Delamere. L’immigration blanche au Kenya s’accélère en 1908 puis dans les années 1920[6].
  - interdiction de l’émigration des Africains du Kenya vers les mines d’Afrique du Sud.
- 1902-1910 : travaux ferroviaires en Afrique-Occidentale française ; ligne Sénégal-Niger (1902-1905), ligne Conakry-Kankan (1902-1914), ligne Cotonou-Parakou (1902-1912)[7].
- 1903 : découverte d'or dans la rivière Agola, dans la région de Kilo, au Congo ; la première mine est ouverte en 1905. En 1906 de l'or est découvert dans la rivière Moto[8]
- 1904 : 101 000 Indiens en Afrique du Sud[9].
- 1906 : 
  - fondation de l'Union minière du Haut Katanga (26 octobre 1906[8]), de la Régie des Mines d'Or de Kilo-Moto, de la Compagnie du chemin de fer du bas-Congo au Katanga, de la société internationale forestière et minière du Congo, sociétés à économie mixte pour exploiter les ressources de l’État indépendant du Congo.
  - fondation de la Société commerciale de l’Ouest africain[10].
  - grande épizootie au Yatenga et au Niger.
- 27 avril 1908 : les Établissements Charles Peyrissac (fondés en 1872) se constituent en société anonyme (CFAO, Compagnie française de l'Afrique occidentale)[11] et deviennent en vingt ans le second exportateur d’AOF après la SCOA (Société commerciale de l'Ouest africain).
- 1909 : 
  - le Congo belge produit 3 492 392 kg de caoutchouc (30 050 kg en 1887).
  - début de l'extraction du cuivre à Kolwezi au Katanga en mars 1909 ; la première fonderie d'Élisabethville est créée en 1911[8].

### Amérique
- 1896-1914 : les investissements des États-Unis à Cuba et dans les Antilles sont multipliés par sept, au LMexique par quatre et en Amérique du Sud par dix[12]. À Cuba ils passent de 50 millions de dollars en 1896[13] à 265 millions en 1914.
- 1900-1910 : la production industrielle des États-Unis croît de 76 %. Les 1 % les plus riches se partagent 15 % du revenu national. Un tiers des familles d’ouvriers vivent dans un état proche de la pauvreté. Leur condition se dégrade compte tenu de la hausse des prix. Quatre millions d’entre eux travaillent de 45 à 60 heures hebdomadaires et deux millions d’enfants de 10 à 15 ans sont exploités[14].
- 1900-1904 : les États-Unis sont le premier producteur mondial de charbon avec 286 millions de tonnes sur 827[15].
- 1902 : début de l'exode des Juifs vers le Canada pour fuir les persécutions en Europe centrale (56 055 immigrés en plus de 1901 à 1911, 42 029 de 1901 à 1921)[16].
- 1903 : le Honduras devient le premier producteur mondial de bananes (42 % de ses recettes d’exportation)[17].
- 1906 : grève des mineurs du cuivre de la Cananea au Mexique[18].
- 1906 - 1912 : le Brésil connaît une grave période de crise économique due à la baisse du prix du café, puis à celle du caoutchouc. Les deux tiers des recettes d’exportation du Brésil sont alors assurés par le café. Le pays fournit 70 % du marché mondial. São Paulo produit 15 400 000 sacs de cafés en 1906 (64 % de la production mondiale), le reste du Brésil 4 900 000 et les autres pays 3 700 000. Cette récolte record provoque l’effondrement des cours. La crise internationale de 1907 ajoute à la crise du café. Le gouvernement prend rapidement des mesures (limitation des plantations et des exportations, constitution d’un stock) mais la reprise ne s’affirme qu’en 1912[19].
- 1907 : 
  - panique bancaire américaine[20].
  - grève dans les centres textiles au Mexique[18].
  - grève générale à Santiago du Chili. grève dans les mines de salpêtre d’Iquique au Chili[21].
- 1907-1911 : la baisse brutale des prix des matières premières aux États-Unis entraîne une crise économique au Mexique, qui freine l’ascension sociale des classes moyennes[22].
- 1907-1910: plus de 785 grèves à Buenos Aires en Argentine[23].

### Asie et Pacifique
- 1900 :
  - İstanbul tente de limiter la portée des capitulations en augmentant les droits de douane sur les importations dans l’Empire ottoman de 8 % à 11 %. Le sultan provoque un tollé général dans les chancelleries et doit renoncer[24].
  - le café et le sucre représentent 40 % de la valeur totale des exportations aux Indes orientales néerlandaises[25].
- 1903 : le projet de construction du chemin de fer de Bagdad par une compagnie allemande suscite des rivalités entre puissances[26]. La Russie se fait reconnaître un droit exclusif de construire des voies ferrées dans le nord-est de l’Anatolie tandis que la France réclame la même exclusivité au Levant.
- 1907 : 
  - fondation en Inde de la Tata Iron and Steel Company[27].
  - Mongolie : la première firme commerciale anglaise ouvre un établissement à Ourga, suivie de près par une firme américaine[28].
- 1907-1908 : famine en Inde du Nord[29].
- 26 mai 1908 : découverte d’un vaste gisement pétrolier à Masjed Soleiman, en Iran ; le 14 avril 1909 à l’Anglo-Persian Oil Company est chargé de son exploitation[30].
- 14 décembre 1908 : le Manufacturers’ Encouragement Act marque le début de la production d’acier en Australie[31].

### Europe
- 1900 :
  - en Espagne, le secteur primaire occupe 70 % de la population active depuis 1877 (47 % en 1930), le secteur secondaire 15,6 % (27,1 % en 1930), le secteur tertiaire 14,2 % (25,7 % en 1930)[32].
  - baisse de 1 % par an des salaires réels au Royaume-Uni à partir de 1900[33].
- Avril 1900- 1902 : crise économique en Allemagne due à la surproduction industrielle et à la spéculation[34] (« crise électrique »[35]).
- 1901-1913 : le nombre d’ouvriers syndiqués passe de 2 millions (12,6 % de la main-d'œuvre) à 4 millions 23 % de la main-d'œuvre) au Royaume-Uni[36].
- 1901-1914 : essor économique en Italie pendant la période giolittienne favorisé par une main-d’œuvre abondante, bon marché, et par la seconde révolution industrielle née de l’électricité. Le textile, la mécanique automobile et la sidérurgie progressent. Giovanni Giolitti administre la prospérité avec une majorité qu’il tire vers le libéralisme[37]. 8 623 730 italiens quittent le pays entre 1901 et 1914[38].
- 1900 : 
  - l’Allemagne devient la deuxième puissance industrielle du monde derrière les États-Unis et devant la Grande-Bretagne. Elle produit 109,2 millions de tonnes de houille[39], 19 millions de tonnes de minerais de fer[40] et 6,6 millions de tonnes d’acier[41]. La flotte marchande compte 1,9 million de tonneaux[42].
  - la flotte marchande britannique compte 9,3 millions de tonnes, soit le double de la flotte américaine et dix fois la flotte française. 70 % du tonnage mondial sort des chantiers navals anglais[43].
  - éducation obligatoire aux Pays-Bas pour les enfants de 7 à 12 ans[44].
  - l’Angleterre est alphabétisée à 97 %[43].
- 1900-1904 : l’Europe, Russie comprise, produit 437 millions de tonnes de charbon, soit plus de la moitié de la production mondiale (827 millions de tonnes)[15]. La Grande-Bretagne est le premier producteur européens avec 225 millions de tonnes, suivie par l'Allemagne (150 millions) et la France (33 millions)[45].
- 1902 :
  - Bilbao : fusion des deux grandes aciéries cantabriques qui forme la Altos Hornos de Vizcaya[46].
  - le Portugal dispose de 2 381 km de voies ferrées et de 14 230 km de routes modernes macadamisées[47].

- 1904 :
  - troisième congrès des syndicats en Hongrie, qui rassemble 14 organisations syndicales nationales, avec 408 groupes et 17 sociétés syndicales locales[48].
  - l’Autriche produit 33,856 millions de tonnes de charbon, la Hongrie 6,478 millions de tonnes[49].
- 1905 : la société Krupp Ag emploie 53 000 ouvriers et mineurs et 5 000 ingénieurs[50].

- 1906-1910 : les libéraux lancent une série de réformes sociales au Royaume-Uni (ministères Campbell-Bannerman et Asquith: distribution de repas gratuits aux enfants dans les écoles (1906), organisation de la médecine scolaire (1906-1907), protection de l'enfance et cours de justice spéciales pour les mineurs (Children's act de 1908), bureau de placement pour les mineurs (1910). Les femmes obtiennent le pouvoir de siéger dans les conseils municipaux et les conseils de comtés (1907), allocation vieillesse gratuite, bourses du travail (1908), loi sur l'urbanisme (1909)[51].
- 1907-1908 : crise économique en Allemagne due à la croissance excessive de l’économie et à la spéculation sur le cuivre, amplifiée par la crise américaine. Chômage[35].
- 1907 : en Allemagne, 5 % des propriétaires accaparent 51,5 % du sol cultivé[52].
- 1908 : en Allemagne, Agfa commence la production de pellicules cinématographiques[53].
- 15 juillet 1909 : réforme des finances de l'Empire allemand. Après le rejet de l'impôt sur les successions et la démission de Bülow, les impôts indirects sont augmentés pour faire face à un énorme accroissement des dépenses[54].

#### Empire russe
- 1900-1903 : crise économique en Russie liée à la crise mondiale. Elle touche la métallurgie (fin des grands programmes ferroviaires). Faillites, licenciement, baisse des salaires[55].

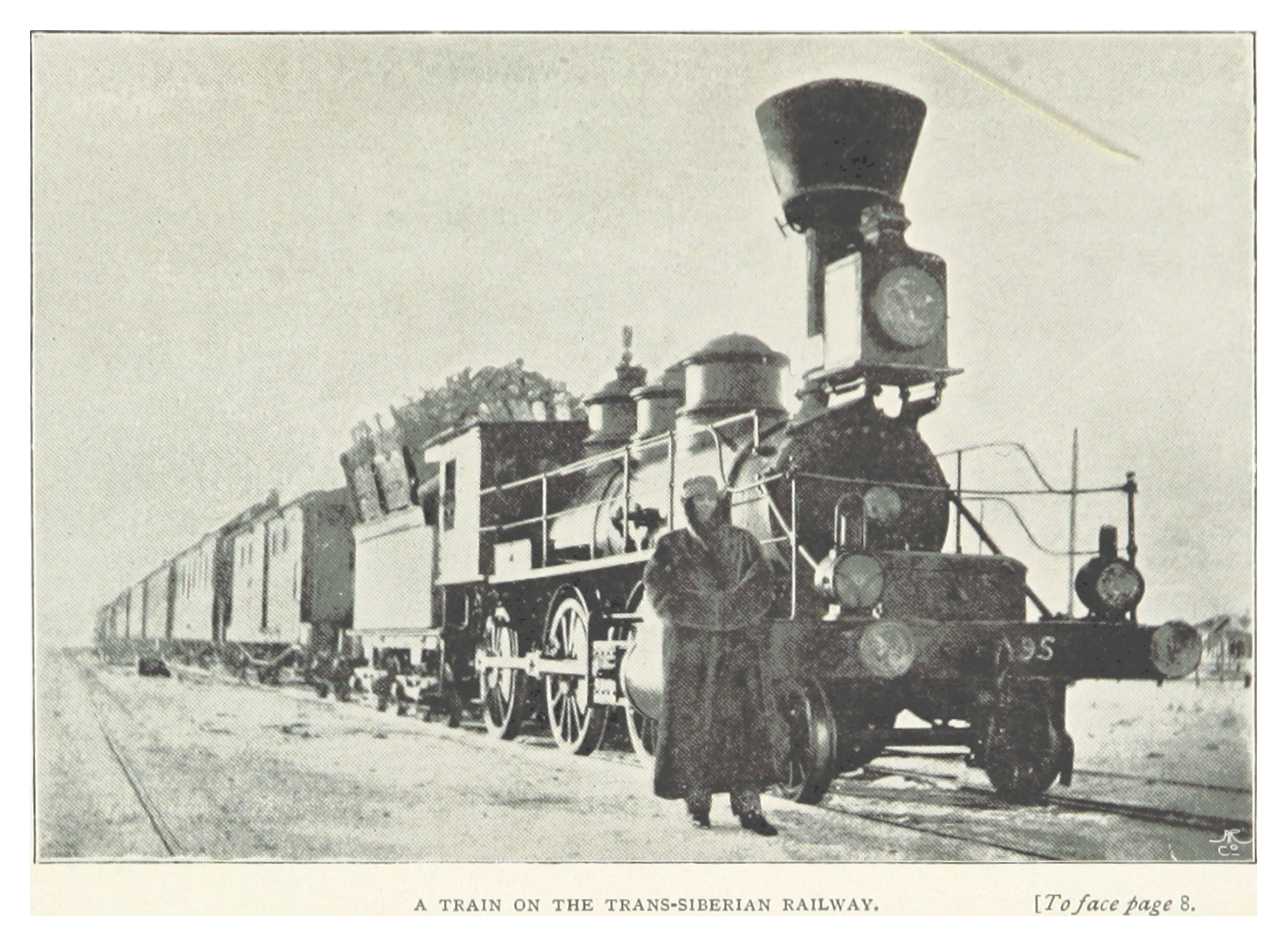
Le Transsibérien en 1897.

- 1903 : la ligne ferroviaire du Transsibérien relie Moscou à Vladivostok par la Mandchourie[56]. Accélération de la colonisation de la Sibérie (4 millions de migrants de 1906 à 1914)[57].
- 1904 : l’Empire russe produit 2,5 millions de tonnes de fonte et 13 millions de tonnes de charbon[58].
- 1906 :
  - achèvement de l’oléoduc de Bakou à Batoumi[59].
  - la journée de travail est théoriquement limitée à 10 heures ; la loi est très mal appliquée[60].
- 1906-1911 : réformes agraires du Premier ministre Stolypine, qui créent une classe de petit propriétaires[59].
- 1909 et 1913 : récoltes exceptionnelles en Russie. L'Empire russe devient le premier fournisseur mondial de céréales (30 % des quantités commercialisées)[57].

#### France
- 1895-1914 : période de croissance économique entrainée par les secteurs de pointe ; industrie automobile, caoutchouc, industries chimiques, acier, électricité, aluminium. Faible croissance des secteurs du textile. Stagnation des rendements agricoles (13,6 quintaux par hectare pour le blé de 1901 à 1910)[61].
- 1900 :
  - rapport du garde des sceaux sur la criminalité ; 200 000 crimes et délits constatés sur le territoire national ; 230 meurtres et assassinats répertoriés. Le pays compte près de 60 000 prisonniers[62].
  - 60 % des Français vivent à la campagne, 40 % dans des villes de plus de 2 000 habitants. 58 % des actifs sont agriculteurs[61].
  - 26,6 milliards de francs-or de placements à l’étranger ; ils progressent pour atteindre 41 milliards de francs-or en 1914 (Europe orientale, Amérique du Sud)[61].
- 15 juin 1900 : création des Établissements Poulenc Frères (chimie fine)[63].
- 1902 :
  - Marius Berliet acquiert les usines de construction automobile Audibert et Lavirotte à Lyon[64].
  - création de la société chimique L'Air liquide[65].
- 1904-1906 : vendanges précoces dans le Nord de la France[66].
- 1904-1913 : l’industrie automobile augmente au rythme de 28,3 %, pour atteindre 45 000 voitures en 1913, au premier rang mondial[61].
- 1904 : la journée de travail est limitée à 10 heures[67].
- 1905 :
  - le travail des mineurs de fond est limité à huit heures par jour[67].
  - à la fin de l'année, la France compte 21 523 voitures. Le département de la Seine possède le plus grand nombre de voitures (4 627). La Gironde ne possède que 342 voitures[68].
- 1906 :
  - 560 000 rentiers. 960 000 domestiques[69].
  - repos hebdomadaire obligatoire[67].
- 1907-1913 : légère hausse des prix (3%)[70].
- 1908-1913 : 4,4 % des conscrits sont illettrés[71].

- la place de Paris devient le deuxième centre financier mondial après Londres, grâce à l'essor des emprunts russes[72].

### Démographie
- 1900 : 
  - la population de la Terre est estimée à 1,634 milliard d'êtres humains[73] ; 920 millions en Asie, 404 en Europe, 138 en Afrique, 165 en Amérique, 6 en Océanie[74].
  - le Royaume-Uni compte 37 millions d’habitants (32,5 en Angleterre). 20 % des Britanniques habitent à la campagne. L’agglomération de Londres englobe 7 millions d’habitants. Manchester atteint 650 000 habitants, Liverpool 700 000 et Birmingham 760 000.
  - la France compte 41,57 millions d’habitants.
  - l’Espagne compte 14,46 millions d’habitants.
  - l’Italie compte 33 millions d’habitants.
  - l’Allemagne 56,3 millions d’habitants dont 0,78 million d’étrangers.
  - l’Autriche-Hongrie compte 47 millions d’habitants. La Hongrie (sans la Croatie autonome) compte 16,8 millions d’habitants, dont 51,4 % de Magyars.
  - 76 millions d’habitants aux États-Unis[75]. 20 millions de personnes vivent à l’Ouest du Mississippi.
  - 13 607 259 habitants au Mexique[76]. Un tiers de la population vit en zone rurale, mais le pays n’est pas autosuffisant en denrées alimentaires.
  - 1,583 million d’habitants à Cuba, 0,959 à Porto Rico, 0,515 en République dominicaine, 1,560 à Haïti.
  - 0,297 million d’habitants au Costa Rica, 0,766 au Salvador, 1,300 au Guatemala, 0,500 au Honduras, 0,478 au Nicaragua, 0,263 au Panama.
  - 3,825 millions d’habitants en Colombie, 2,344 au Venezuela, 1,4 en Équateur.
  - 1,696 million d’habitants en Bolivie, 2,959 au Chili, 3,791 au Pérou.
  - 4,693 millions d’habitants en Argentine, 0,440 au Paraguay, 0,926 en Uruguay.
  - 17,980 millions d’habitants au Brésil.
  - 294 millions d’habitants dans le sous-continent indien (Birmanie comprise).
  - 800 Européens au Congo français (2 006 en 1911) ; 1 958 dans l’État indépendant du Congo (430 en 1890, 3 399 en 1910). 962 fonctionnaires blancs en AOF (2 175 en 1913).
  - 620 000 Européens vivent en Algérie[77], dont 200 000 colons installés dans les zones rurales[78]. 50 000 Juifs vivent en Algérie.
- 1900-1909 : 8 202 388 immigrants aux États-Unis[79].
- 1901 : recensement au Canada ; le pays compte 5 371 315 habitants[80]. Population blanche du Québec : 1 648 898. Population du Canada moins le Québec : 3 722 417.
- 2 mars 1903 : 7,635 millions d’habitants aux Philippines[81].